# Rudge
| Voorste poelie van het Rudge Multi systeem |
| Rudge Multi 500 cc uit 1912                |
| Rudge Multi TT 500 cc uit 1915             |
| Rudge Multi 500 cc uit 1920                |
| Rudge Multi 500 cc uit 1921                |
| Rudge 1000 cc twin uit 1923                |

Rudge is een historisch Brits fiets- en motorfietsmerk dat ook bekend werd door de productie van een van de eerste versnellingsbakken en ook door de Python-inbouwmotoren.
De bedrijfsnaam was Rudge Whitworth Ltd., Coventry, later EMI, Hayes, Middlesex. Er werden motorfietsen geproduceerd van 1911 tot 1940.

## Voorgeschiedenis
Rudge werd in 1860 opgericht als fietsenfabriek door de kroegbaas Dan Rudge. Na zijn overlijden in 1880 zette zijn weduwe het bedrijf voort. In 1894 ging het bedrijf samen met de Whitworth Cycle Company en werd de officiële naam Rudge-Whitworth. Het bedrijf introduceerde in 1898 de financiering!

## Motorfietsen
In 1902 bouwde Dan’s zoon Harry Rudge een motorfiets buiten de fabriek om, die weliswaar geen succes werd, maar Harry ging vanaf dat moment voor de fabriek werken.

### Rudge Multi
In 1911 verscheen de eerste echte Rudge-motorfiets, een kop/zijklep-eencilinder. Rudge leverde vanaf 1913 de eerste versnellingsbak, de "Multi Gear", maar vanaf 1924 ook een integraal remsysteem, waarbij het rempedaal zowel de voor- als achtertrommel bediende. In datzelfde jaar werden de eerste machines met vierklepskoppen geproduceerd.

### "Ulster" en "Special"
Nadat Graham Walker in 1929 de Ulster Grand Prix won werd de naam "Ulster" voor een aantal 250- en 500 cc-modellen toegepast. De Ulster modellen hadden allemaal radiaal geplaatste kopkleppen, de "Special"-modellen hadden parallel geplaatste kleppen.

## EMI
In 1935 werd Rudge overgenomen door EMI en het bedrijf verhuisde naar Hayes. Met steun van EMI investeerde men in de Autocycle-markt, maar Rudge werd tijdens de Tweede Wereldoorlog verkocht aan het Raleigh-concern. Rudge bouwde ook de Python-inbouwmotoren voor andere merken.

## Raleigh
De fietsenafdeling van Rudge werd in 1943 overgenomen door Raleigh